# Daorson
Daorson (grec antic: Δαορσών) fou la capital de la tribu il·líria dels daorsi (grec antic: Δαόριζοι, Δαούρσιοι; llatí: Daorsei). Els daorsi van viure a la vall del riu Neretva entre el 300 i el 50 abans de la nostra era. Van entrar molt aviat en contacte amb els comerciants grecs i adquiriren molts elements de la civilització grega, i el poble va adquirir un cert grau d'hel·lenització. Les ruïnes de Daorson es troben a Ošanjići, a prop de Stolac, Bòsnia i Hercegovina.

## Història

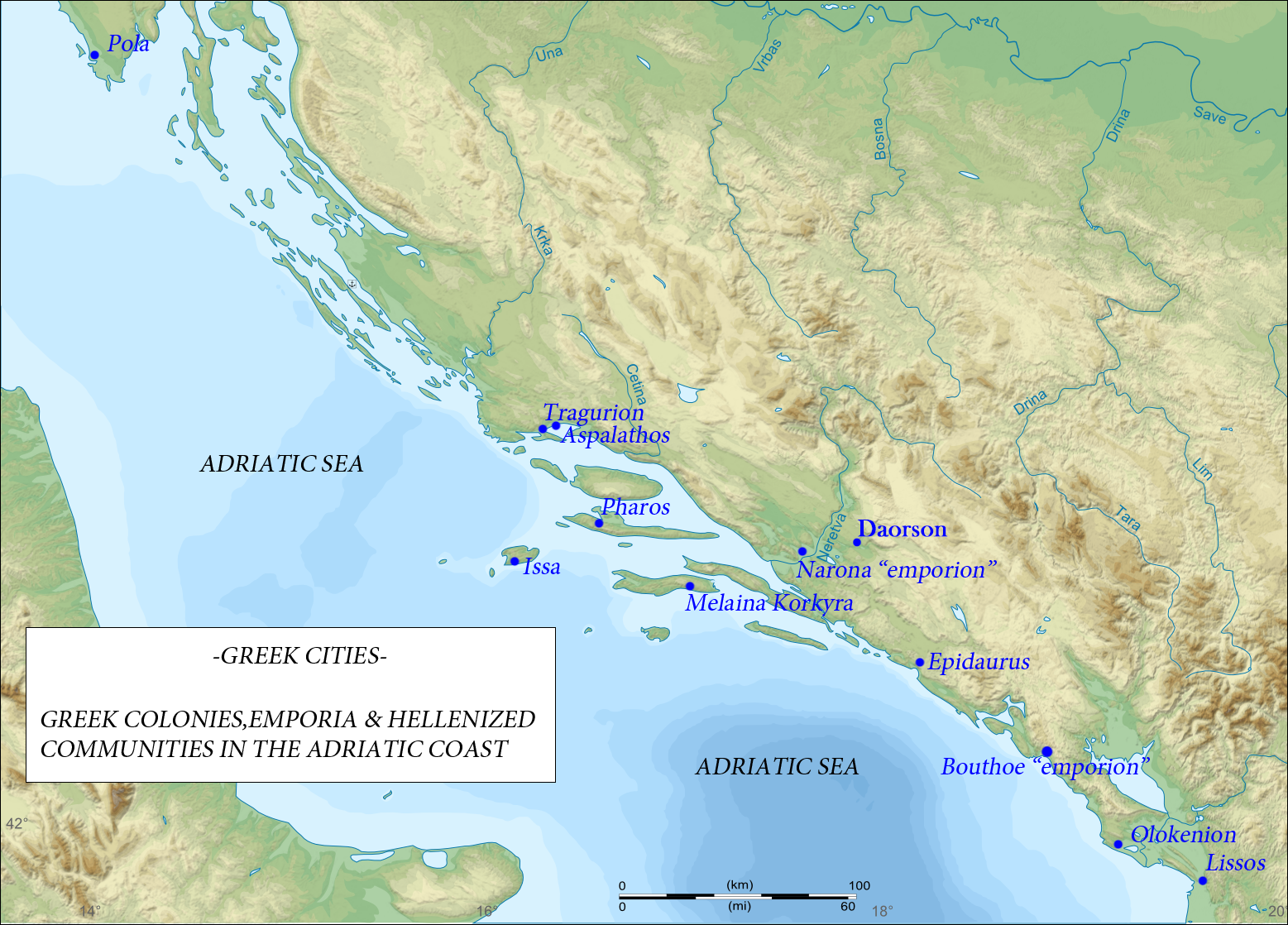
Mapa que representa l'àrea de la mar Adriàtica en època preromana

Daorson es va construir al voltant d'una fortalesa central o acròpoli, envoltada de  murs ciclopis fets d'enormes blocs de pedres, —semblants als de Micenes, a Grècia—. L'acròpoli hauria albergat els edificis administratius, públics i religiosos. El mur defensiu que s'estén de sud-oest a nord-est tenia 65 m de llargada, 4,2 m d'ample i de 4,5 a 7,5 m d'alçada amb portes i torres a banda i banda. Els daorsis usaven la llengua i l'alfabet grecs i tenien relacions comercials amb els grecs.
S'han trobat restes de moltes àmfores de vi, i uns fragments de ceràmica. La més valuosa de les troballes és un casc de bronze decorat amb una sèrie de figures mitològiques gregues, entre les quals hi ha Afrodita, Nice, Dionís, Les Muses, i Pegàs. La inscripció que duu és semblant a la d'un casc trobat a Macedònia del Nord. També s'hi han trobat les restes d'una escultura de granit de Cadme i Harmonia. Aquesta peça té un relleu il·liri amb tretze serps i cinc parells d'ales d'àguila. Un petit edifici albergava una seca. En aquest edifici hi havia 39 monedes diferents, la majoria (29), representaven el rei Ballaios, que hi governà després de l'any 168 ae. Nou de les monedes recuperades tenien una inscripció grega amb la imatge d'un vaixell. Els diners tenien molta importància per als daorsis, ja que permetia a la tribu continuar sent independent i assegurar-ne els vincles comercials i culturals amb altres grups.
Després que els daorsis fossen atacats per la tribu dels delmatae, s'uniren a Vis, per a cercar la protecció de l'estat romà. Els daorsis abandonaren Caravantius i van lluitar del costat dels romans. Després de les guerres il·líries, els romans van concedir als daorsis immunitat.

## Descripció del jaciment

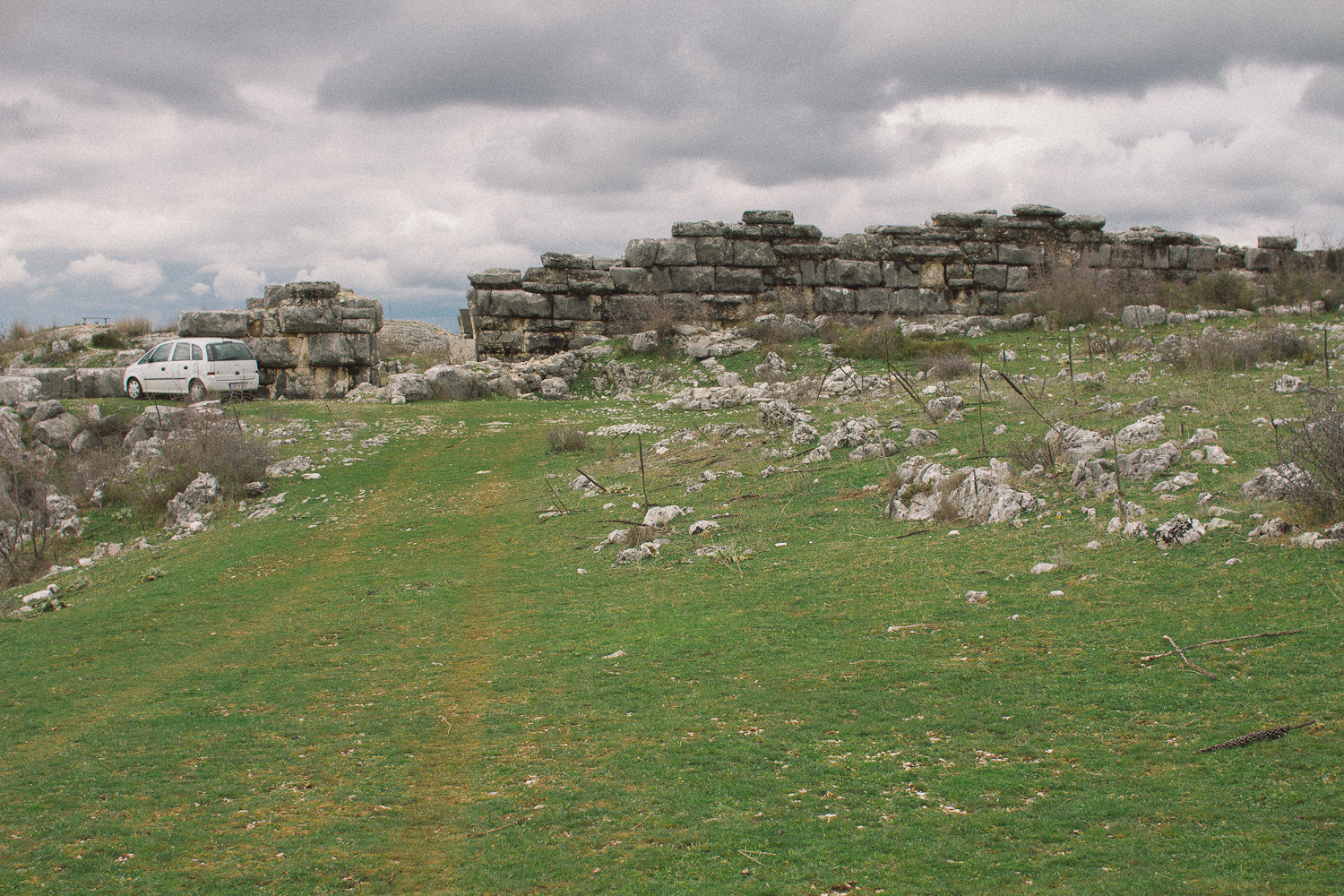
Restes dels murs exteriors de Daorson, vists el 2013

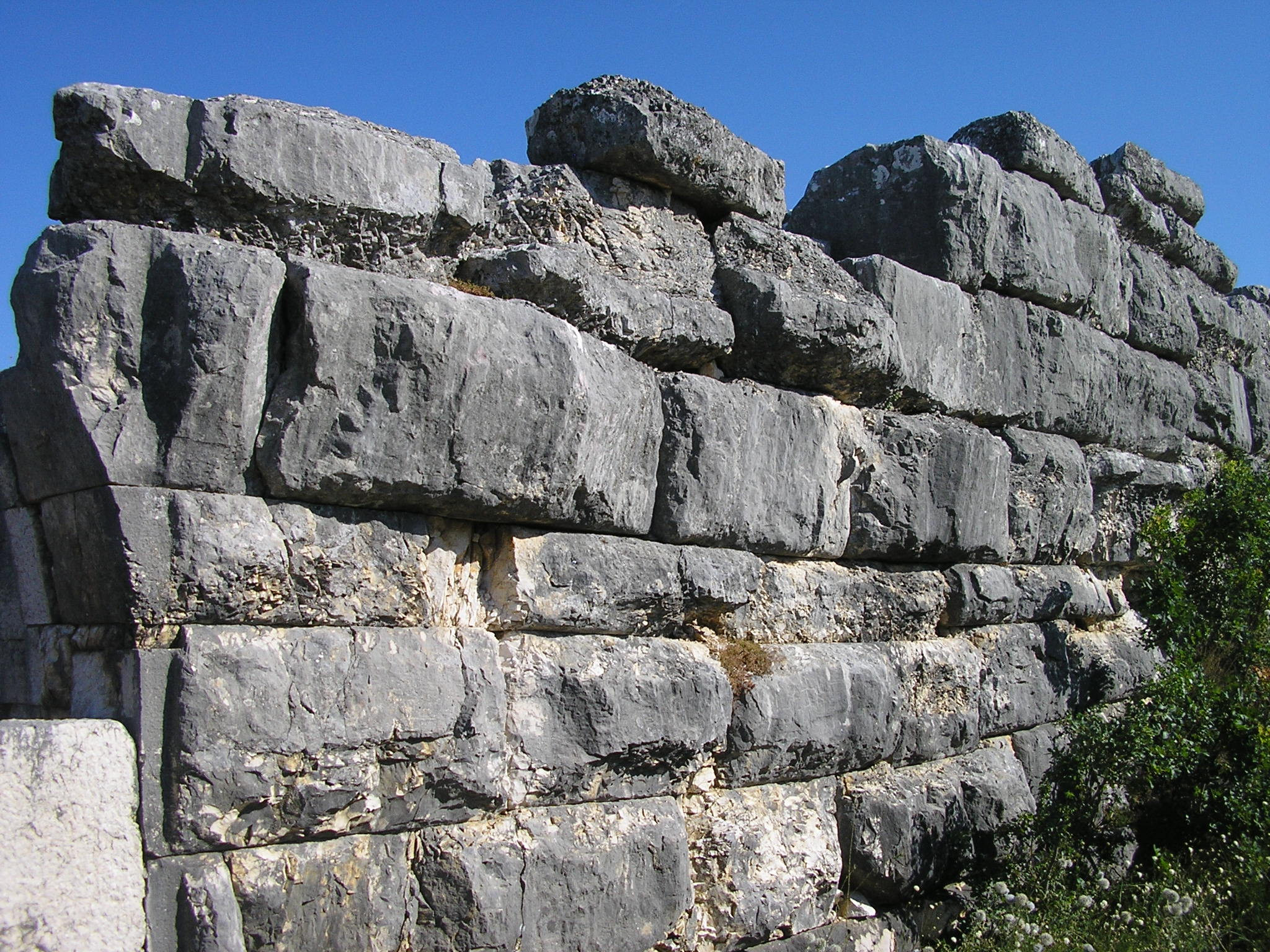
Detall dels blocs de pedra dels murs

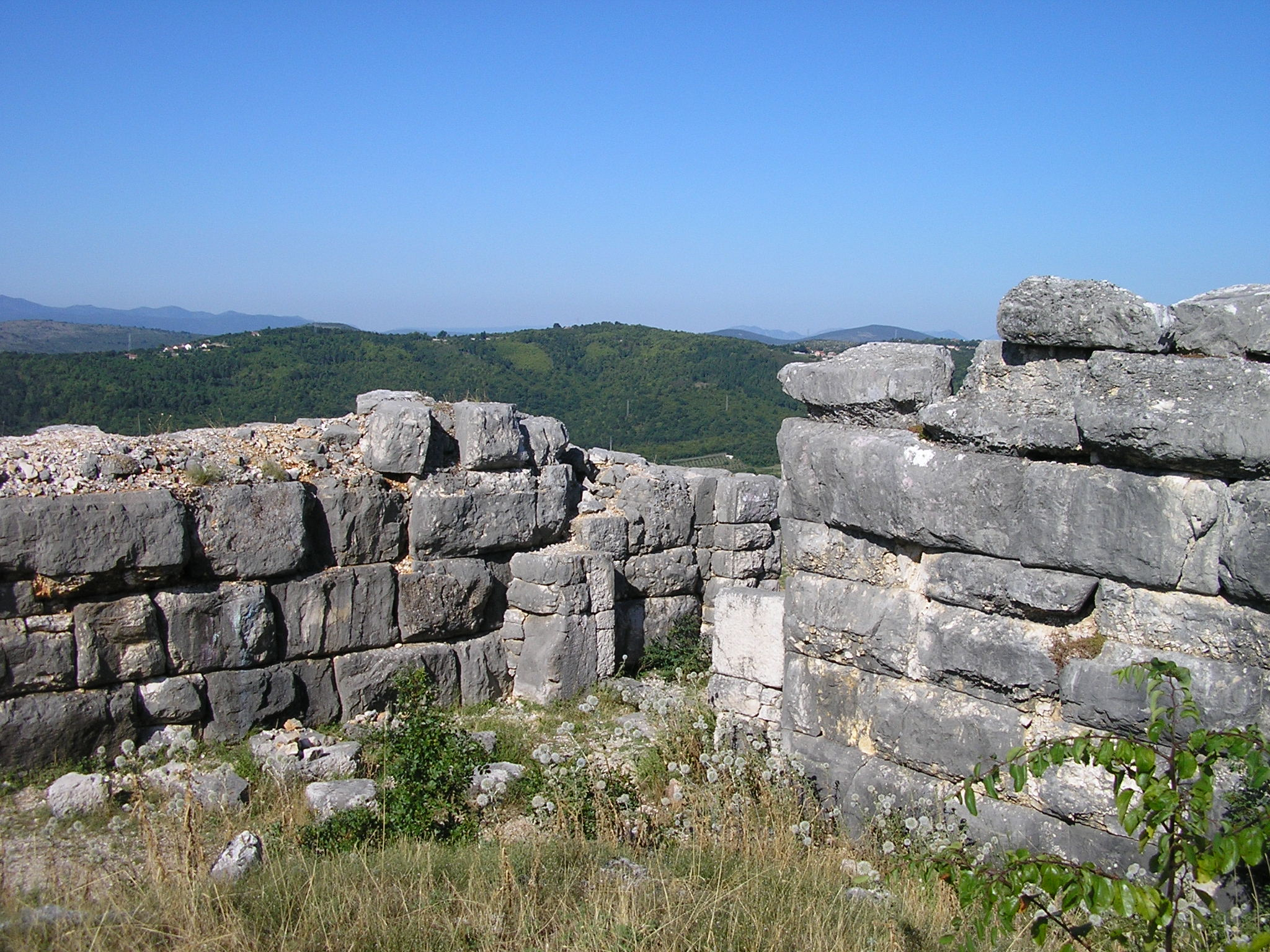
Restes dels murs megalítics de Daorson

Ošanjići conté tres grups de pedres enllaçades, la disposició de les quals s'acobla al terreny.
La zona central està ocupada per un  castre-fortalesa o acròpoli dominant, a la part inferior i al sud i sud-oest dels quals hi ha terrasses al cim, mentre que a l'est, a l'altiplà de Banje, hi ha la zona de l'acròpoli exterior dels barris residencials i comercials, principalment artesans, de l'assentament.
El castre es va construir sobre un assentament fortificat prehistòric que existia allí des de la primeria del segle XVII abans de la nostra era fins a la fi de l'edat del bronze tardana (segle IX-VIII ae). La data del saqueig de la ciutat de Daorson, que va posar fi als assentaments, es pot determinar amb prou exactitud com la meitat o la segona meitat del segle i ae a partir dels detalls de les guerres empreses pel pretor romà Publi Vatini contra els delmatae. En les ruïnes de la ciutat de Daorson mai no hi hagué un assentament permanent. Hi ha moltes proves de la seua avançada cultura i civilització: encunyava les seues monedes i produïa complexes sivelles artísticament decorades, hi ha grafits en fragments d'atuells de ceràmica i s'han trobat parts d'estàtues de pedra de figures humanes d'uns 2 m d'alçada.
Un muralla megalítica, erigida seguint el traçat del terreny, s'ha datat del segle iv ae, moment en què es degueren construir les dues torres després de la muralla. La resta de l'acròpoli és posterior, del segle i ae. Una de les troballes més importants n'és un casc amb la inscripció grega ΠΙИ, probablement el nom il·liri abreujat del propietari, PINNES; segurament fabricat en el segle iii ae.

## Protecció
Bòsnia i Hercegovina, i la propera Necròpoli de Radimlja (Stecak), i altres llocs fora del perímetre de la ciutat de Stolac, s'han designat com a Conjunt natural i arquitectònic de Stolac i s'han proposat per a inscriure'ls en la llista del Patrimoni de la Humanitat de la UNESCO.